# 尖鼻咀

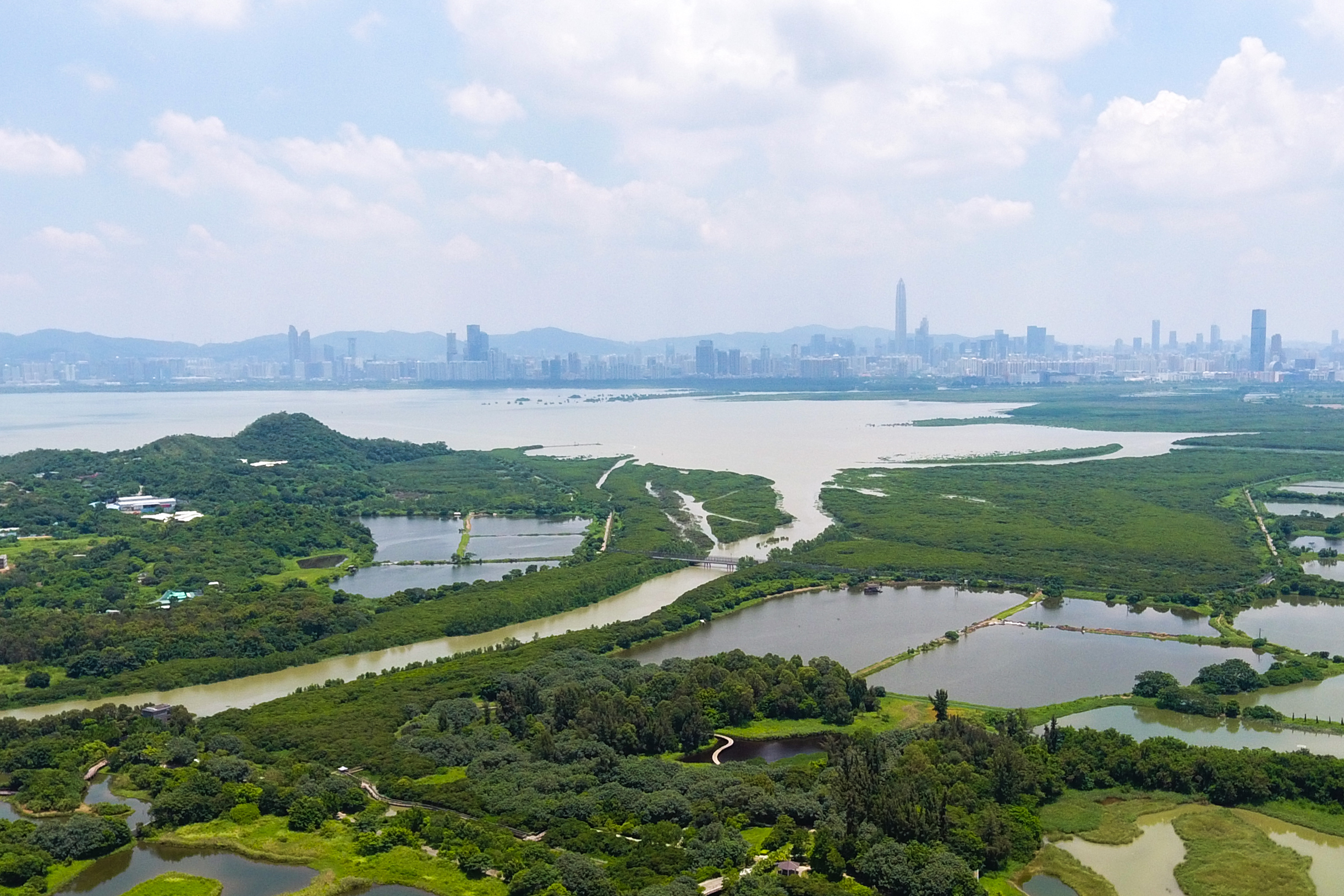
尖鼻咀

尖鼻咀，原稱龜山，是香港新界西北的一個地方，位於元朗區西北部，西臨流浮山，北臨后海灣。由於尖鼻咀鄰近米埔濕地，擁有大量紅樹林，故尖鼻咀鷺鳥林被當局評定為具特殊科學價值地點。
香港警察在尖鼻咀設有警崗，執行監視和反偷渡任務。警崗附近的山頭上更設有觀景台，由於鄰近區域沒有高山，因此可以從那裡向東遠眺米埔，冬季更有機會看到各種候鳥群飛的景致，向北則可眺望后海灣及深圳的景色。

## 交通
- 小巴：35  元朗（泰豐街）－沙橋（尖鼻咀）

## 區議會議席分佈
由於尖鼻咀人口稀少，所以往往跟鄰近的屏山劃為同一個選區。
| 年度/範圍  | 2000-2003  | 2004-2007  | 2008-2011  | 2012-2015  | 2016-2019  | 2020-2023  |
| ---------- | ---------- | ---------- | ---------- | ---------- | ---------- | ---------- |
| 整個尖鼻咀 | 屏山北選區 | 屏山北選區 | 屏山北選區 | 屏山北選區 | 屏山北選區 | 屏山北選區 |

註：以上主要範圍尚有其他細微調整，請參閱有關區議會選舉選區分界地圖。
22°29′06″N 114°00′36″E / 22.485°N 114.01°E